# Micranthes clusii
Micranthes clusii är en stenbräckeväxtart. Micranthes clusii ingår i släktet rosettbräckor, och familjen stenbräckeväxter.

## Underarter
Arten delas in i följande underarter:
- M. c. clusii
- M. c. lepismigena